# La-7戰鬥機
La-7是苏联第二次世界大战的主力活塞式歼击机。

## 历史
设计局内代号为"拉－120"。1943年11月19日首飞。是La-5改型，气动外形和几何尺寸与La-5完全相同。累计生产了5753架。

## 設計特點
La-7的机体结构材料仍然广泛采用了胶压层板，機身主樑和各艙段隔板為松木，蒙皮為薄膠合板和多層高密度織物壓製而成，厚度由機頭至機尾為6.8毫米至3.5毫米，其強度要比La-5使用者要強，機頭由於要鑲上發動機和彈葯艙等，故採用鉻鉬合金鋼管焊接的支架，駕駛艙也採用金屬鋼管焊接的支架結構，座艙玻璃為厚55毫米的有機玻璃，座艙罩可拉向後以便飛行員進出，必要時也可以拉動推桿把座艙罩拋掉以便跳傘逃生，後部座艙玻璃是防彈玻璃，座椅後方也有一塊厚8.5毫米的鋼板，主翼被分成和機身一起製造的內側和另外製造的外側，兩個部份由金屬支架連接，主翼採用金屬和木材混合結構，翼樑是金屬製而翼肋是木製，副翼和襟翼等控製翼面是膠合板，主翼蒙皮和機身的一樣。与拉-5相比，主要改进是在机翼中安装了充填惰性氣體的自封式燃料箱。加强了火力，武器装备改为3门20毫米机炮。在飛行性能上有很大的提高，重量減輕82公斤，在海平面的最快速度要比La-5快46公里/小時，在6100米高空比La-5快35公里/小時，不過La-7的航程比La-5少了120公里。
起落架為油壓式，必要時可改用壓縮空氣，機尾是木製的，必要時可整個從機身上拆除。

### 和對手相比
La-7最大的特征是极高的功重比（功率密度），正常配置状态重量仅3265公斤，只有P-47D-25的45%，P-51B的73%，正常功率（1570马力）条件下，功重比达到0.48马力/千克，加力状态（1850马力）高达0.57马力/千克。
- 相对比而言同时代（1944年中旬）服役的P-47D-25仅为0.22马力/千克和0.28马力/千克（正常重量7257千克，1652马力正常功率，2000马力加力功率）；
- P-51D为0.33马力/千克与0.38马力/千克（正常重量4581千克，1490马力正常功率，1720马力加力功率）；
- 作为减重的代价是其航程较短，在苏军的定位是配属于前沿机场的前线战斗机。

在東線的主要對手是德國戰鬥機，就拿Fw 190A8來說，La-7比它輕1060公斤，因此:
- 最快速度

La-7比Fw 190A8快15公里/小時。
- 爬昇能力

La-7爬昇至5000米高空只要4.95分鐘，而Fw 190A8卻要6分鐘。
- 轉彎能力

La-7的轉彎半徑較短而且轉一圈只要20秒，而Fw 190A8卻要26秒。

## 型号
- 乌拉－7（Ла-7УТИ）：双座活塞歼击教练机，1945年开始生产。用于拉－7、拉－9、拉－11的改装训练；也可用作航校的高级教练机。座舱向后延长，增设了教员座和相应的操纵系统。首批乌拉－7滑油散热器在机腹中段，机头上部装有2挺12.7毫米的ШВАК机枪。第二年生产的乌拉－7取消了机枪。为平衡重心后移的影响，将滑油散热器前移到机头发动机舱下方。生产了584架。1947年停产。

## 基本資料
- 乘員:1人
- 全長:8.67米
- 翼展:9.8米
- 机翼面积17.59平方米
- 全高:2.54米
- 空重:2,605公斤
- 正常起飞重量:3,265公斤
- 载油量443公斤

La-7戰鬥機三視圖

- 最快速度:661公里/小時（高度6000米）
- 航程:665公里
- 实用升限10700米
- 起飞滑跑距离340米
- 着陆滑跑距离510米
- 發動機:一台АШ－82ФН气冷双排星形14缸活塞发动机，配三叶变距螺旋桨，正常功率1570马力，起飞功率1850马力
- 5000米爬升时间：4.6分钟（加力模式）、5.25分钟（正常功率模式）
- 武裝:3支20毫米B－20機炮

## 實戰

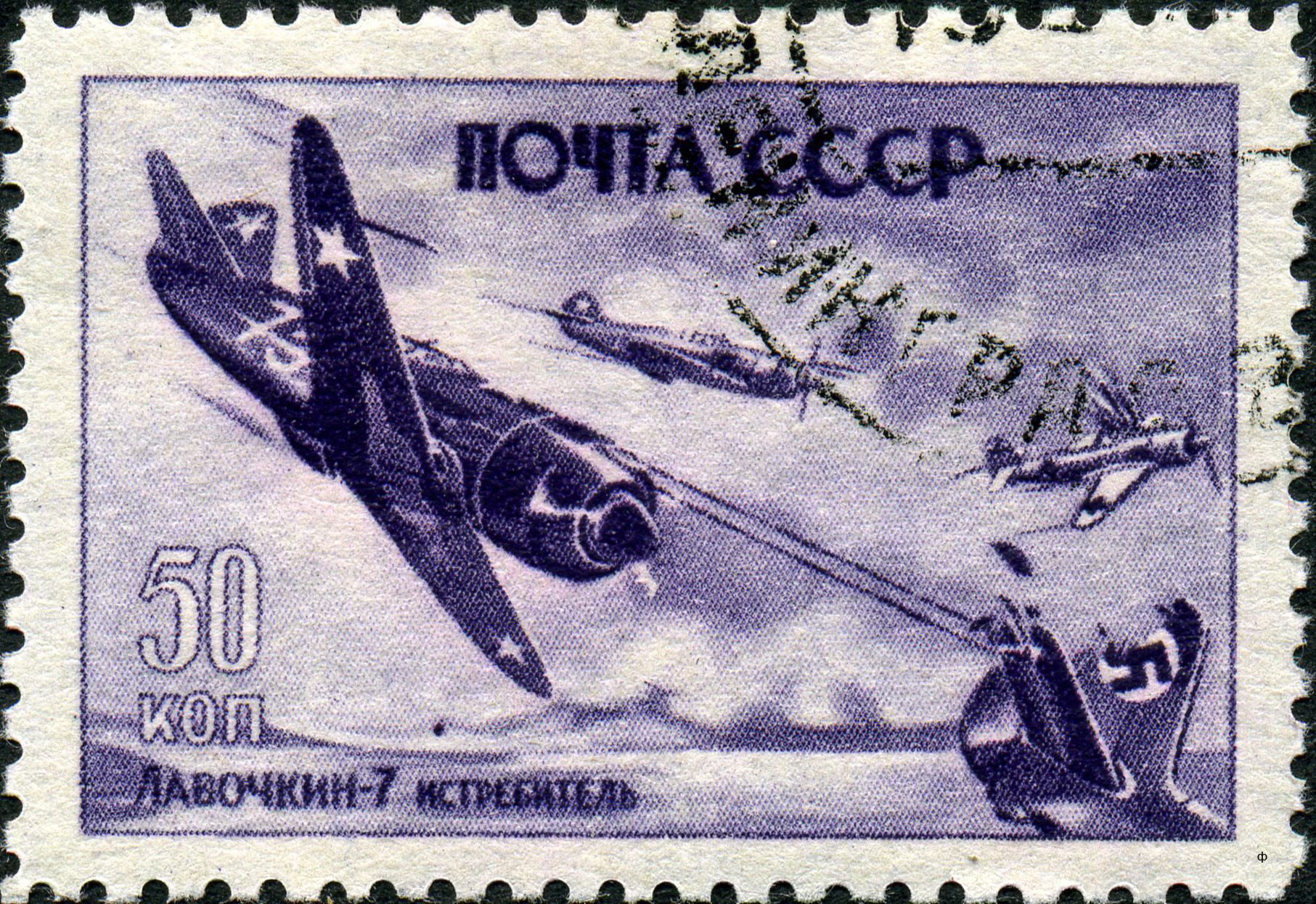
反映La-7戰鬥機打空戰的郵票

蘇聯空軍第一個裝備La-7的是第176近衛戰鬥機航空團，其指揮官是有名的空戰王牌伊萬·闊日杜布，他的62個戰果當中有17個就是靠La-7取得的，1945年2月15日，一架德國Me 262被該團的La-7擊落。
1944年9月初駐立陶宛的第63近衛航空團也得到La-7，該團的La-7主要為轟炸機護航和支援地面部隊前進，該團的La-7總共打了39場空戰，初期由於砂塵被吸入發動機而故障的情況很多，致使出勤率不足5成，後來在發動機內追加瀘砂器解決，飛行員也抱怨駕駛艙狹小不便乘坐等問題則難以解決，除此之外，由於製造的木材無經過除蟲和除真菌處理，致使飛機壽命不超過3年，故在1947年，La-7從蘇聯空軍當中退役。

## 使用國家

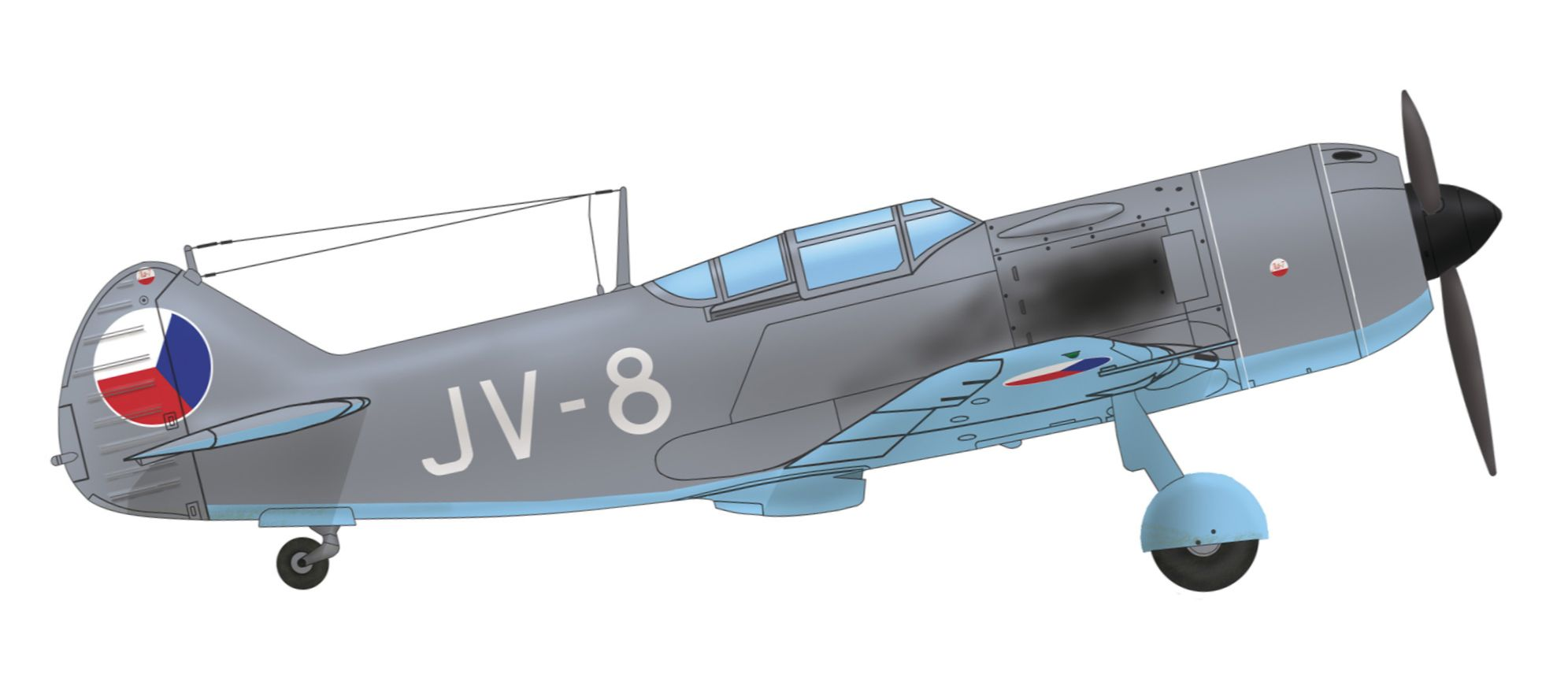
捷克空軍的La-7戰鬥機

- 苏联
- 捷克斯洛伐克
- 羅馬尼亞
- 中国：1950年中国进口乌拉-7教练机12架，用作歼击机航校的高教飞行训练，1951年退役。

## 外部連結
- 拉沃契金戰鬥機 （页面存档备份，存于）